# ウィリアム・ラドクリフ・バート
ウィリアム・ラドクリフ・バート（William Radcliffe Birt、1804年 - 1881年12月14日）は、イギリスのアマチュア天文学者。
イングランドのサリー、サウスワークに生まれた。ハートウェルでジョン・リー (1783-1866)とともに働き1866年に私設の天文台を建設した。
月面の観測や気象学の分野で働き、1878年に月面地理学協会（Selenographical Society ）をエデュモンド・ネビル(en:Edmund Neville Nevill)ともに設立し、初代会長を務めた。